# 앨런 맥기
알란 맥기(Alan McGee)는 1960년 9월 26일에 태어난 영국 런던에 있는 음반사의 사장이자 음악가이다. 그는 인디 레이블사인 크리에이션 레코드를 공동 설립했다.